# Kurlandia Południowa
Kurlandia Południowa (łot.: Dienvidkurzemes novads) – jeden z łotewskich novadsów, funkcjonujący od 2021.
W skład novadsu wchodzą: 
- miasta: Aizpute, Durbe, Grobiņa, Pāvilosta, Priekule
- pagastsy: Aizpute, Bārta, Bunka, Cīrava, Dunalka, Dunikas, Durbe, Embūte, Gavieze, Gramzda, Grobiņa, Kalēti, Kalvene, Kazdanga, Laža, Medze, Nīca, Otaņķi, Priekule, Rucava, Saka, Tadaiķi, Vaiņode, Vecpils, Vērgale, Virga

## Historia
Novads powstało podczas reformy administracyjnej w 2021, z połączenia dotychczasowych novadsów:  Aizpute, Durbe, Grobiņa, Nīca, Pāvilosta, Priekule, Rucava i Vaiņode.